# Liste von Persönlichkeiten der Stadt Iserlohn

## Ehrenbürger
- der Stadt Iserlohn:

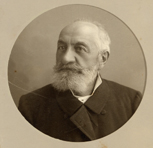
Ernst Danz (um 1880)

  - 1864: Hermann Witte (* 13. Mai 1817; † 16. Dezember 1867), Kommerzienrat
  - 1887: Hugo Ebbinghaus (* 17. September 1830; † 19. November 1893), Kommerzienrat
  - 1898: Theodor Fleitmann (* 20. August 1828 in Schwerte; † 25. Oktober 1904 in Iserlohn), Kommerzienrat
  - 1902: Ernst Danz (* 19. Oktober 1822 in Neustadt; † 28. Mai 1905 in Iserlohn), Oberlehrer
  - 1910: Johann Hermann Kissing (* 7. Dezember 1839 in Iserlohn; † 14. März 1911 in Iserlohn), Kommerzienrat
  - 1911: Emil Ludwig August Schmöle (* 14. März 1831; † 13. Juni 1911), Kommerzienrat
  - 1925: Heinrich Rahlenbeck (* 29. April 1850 in Iserlohn; † 24. November 1939 in Iserlohn), Sparkassenvorstand
  - 1937: Josef Wagner (* 12. Januar 1898 in Algringen; † April/Mai 1945 in Berlin), NSDAP-Gauleiter
  - 1956: Fritz Kühn (* 11. Oktober 1883 in Iserlohn; † 3. August 1968 in Krefeld-Fischeln), Lehrer
  - 1963: Wilhelm Schulte (* 14. Januar 1891 in Iserlohn; † 20. April 1986 in Ahlen), Lehrer und Historiker
  - 1995: Annemarie Tzschachmann (* 6. Oktober 1911; † 15. Juli 1998 in Iserlohn), langjährige Kommunalpolitikerin der SPD

- der ehemaligen Stadt Letmathe:
  - 1924: Julius von der Kuhlen (* 15. Oktober 1848; † 18. April 1937), Pfarrer
  - 1953: Karl Heimann (* 6. März 1873; † 29. April 1955), Lehrer und Pfarrer
  - 1966: Friedrich Meckel (* 18. September 1892; † 22. März 1970), Pfarrer

- der ehemaligen Gemeinde Oestrich:
  - 1933: Adolf Hitler[1]
  - 1956: Richard Heetmann (* 16. Mai 1881; † 17. November 1972), Hauptlehrer

- der ehemaligen Gemeinde Kesbern:
  - 1955: Dietrich Rotthaus (* 13. September 1872; † 12. Januar 1961), Gemeindevorsteher

## Söhne und Töchter der Stadt

### Bis 1900
- Johann Caspar Lecke (* 14. März 1694; † 21. Januar 1785 in Iserlohn) – Unternehmer, Historiker und Oberbürgermeister von Iserlohn
- Johann Stephan Pütter (* 25. Juni 1725; † 12. August 1807 in Göttingen) – Reichspublizist und Staatsrechtslehrer
- Friedrich Moritz von Brabeck (* 27. Januar 1742 auf Gut Letmathe; † 8. Januar 1814 auf Schloss Söder bei Holle) – Domherr zu Hildesheim und Paderborn, Kunstkenner und Kunstsammler; Gründer der Chalkographischen Gesellschaft zu Dessau
- Johann Karl von der Becke (* 27. Mai 1756; † 21. August 1830 in Gotha) – Jurist und Minister in Sachsen-Gotha-Altenburg.
- Johann Wilhelm Tolberg (* 24. Oktober 1762; † 17. September 1831 in Schönebeck) – Mediziner, Pionier im Bereich der Solebehandlung
- Detmar Basse (* 6. April 1764; † 19. Juni 1836 in Mannheim) – Unternehmer, Diplomat, Pionier und Kunstsammler
- Hermann Diedrich Piepenstock (* 6. August 1782; † 4. September 1843 in Iserlohn) – Unternehmer und Industriepionier
- Friedrich Strauß (* 24. September 1786; † 19. Juli 1863 in Berlin), evangelischer preußischer Oberhofprediger und Professor für Theologie
- Theodor Müllensiefen (* 9. September 1802; † 26. Mai 1879 im Theodorshof bei Rheinfelden, Schweiz) – Industriepionier und preußischer Politiker Theodor Müllensiefen

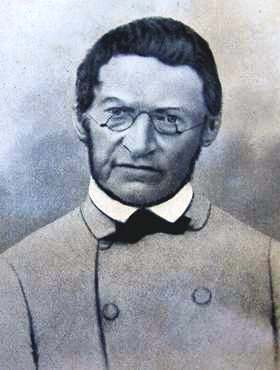
Theodor Müllensiefen

- Friedrich Hundt (* 4. Mai 1807; † 4. Juli 1887 in Münster) – Fotograf
- Julius Müllensiefen (* 28. April 1811; † 29. April 1893 in Wernigerode) – evangelischer Theologe und Pfarrer
- Alexander Löbbecke (* 17. August 1812; † 23. Dezember 1867 in Iserlohn) – Offizier und Unternehmer in Iserlohn
- Heinrich Schlieper (* 18. Dezember 1826; † 8. April 1905 in Iserlohn) – Industrieller und Politiker
- Carl Wintzer (* 1. Januar 1828; † 29. Dezember 1881) – Ingenieur und VDI-Vorsitzender
- Wilhelm Storck (* 5. Juli 1829; † 16. Juli 1905 in Münster) – Germanist
- Maximilian Nohl (* 11. September 1830; † 9. Juni 1863 in Köln) – Baumeister und Architekt
- Ludwig Nohl (* 5. Dezember 1831; † 15. Dezember 1885 in Heidelberg) – Musikwissenschaftler, Privatdozent
- August Overweg (* 10. Juni 1836; † 2. März 1909 in Letmathe, heute Stadt Iserlohn) – Beamter und Politiker (erster Landeshauptmann von Westfalen), Sohn von Carl Overweg
- Hugo Schultz (* 6. November 1838; † 16. Juni 1904 in Wildbad) – Persönlichkeit im Ruhrbergbau und ein nationalliberaler Politiker
- Friedrich Soennecken (* 20. September 1848 in Dröschede; † 2. Juli 1919 in Bonn) – Kaufmann, Unternehmer, Erfinder und Graphiker
- Mathilde Berensmann (* 21. Februar 1851; † 18. Februar 1926 in Dresden) – Schriftstellerin
- Otto Eichelberg (* 28. November 1853; † 26. Dezember 1916 in Marburg) – Architekt in Marburg
- Gustav Börstinghaus (* 20. November 1854; † 1. März 1929 in Düren) – Architekt
- Eduard von Adriani (* 24. November 1856; † 16. Oktober 1922 in Hannover) – General der Infanterie
- Friedrich Kirchhoff (* 12. Juli 1859; † 16. Oktober 1953 in Iserlohn) – Metallindustrieller und Unternehmer
- Richard Fleitmann (* 30. April 1860; † 15. Februar 1923 in Dortmund) – Industrieller und nationalliberaler Politiker
- August Erdmann (* 22. Januar 1862; † 8. Oktober 1938 in Köln) – sozialdemokratischer Politiker und Autor
- Paul Schlieper (* 29. Juni 1864; † 1950) – Konteradmiral der Kaiserlichen Marine
- Alexander Pfänder (* 7. Februar 1870; † 18. März 1941 in München) – Philosoph
- Julius Bräucker (* 7. März 1872; † 5. März 1942 in Iserlohn) – sozialdemokratischer Politiker
- Wilhelm Uhlmann-Bixterheide (* 14. März 1872; † 23. März 1936 in Dortmund) – Schriftsteller, Dichter und Herausgeber
- Erhard Deutelmoser (* 22. Juni 1873; † 1. September 1956 in Lenggries) – Offizier, Chef des Kriegspresseamts, Leiter der Presseabteilung im Auswärtigen Amt und Pressechef des Reichskanzlers
- Wilhelm Gallhof (* 1878, † 1918, gefallen im Ersten Weltkrieg) – impressionistischer Maler, vor allem von Frauenakten
- Hans Kruse (* 22. April 1882; † 27. September 1941 in Wien) – Lehrer und Heimatforscher, Direktor des Museums des Siegerlandes
- Siegfried Keßler (* 17. Juni 1883; † 1943 im KZ Auschwitz) – Pädagoge
- Fritz Kühn (* 11. Oktober 1883; † 3. August 1968 in Iserlohn) – Pädagoge und Autor
- Paul Oberhoff (* 16. September 1884; † 23. April 1960 in Dresden) –  Maler, Grafiker und Komponist
- Wilhelm Lindner (* 11. Oktober 1884; † 10. September 1956 in Herford) – Politiker (CDU), Reichstagsabgeordneter
- Caspar Hermann Münch (* 20. März 1885; † 17. März 1951 in Bad Homburg) – nach dem Zweiten Weltkrieg der erste Generaldirektor des Volkswagenwerks in Wolfsburg
- Robert Ittermann (* 1. April 1886; † 15. Juli 1970 in Völlinghausen) – Bildhauer und Zeichner
- Otto Lins-Morstadt (* 28. Mai 1889; † 15. September 1962 in Asunción, Paraguay) – Regisseur und Schauspieler
- Gustav Pfingsten (* 13. April 1890; † 14. Juli 1954 in Iserlohn) – Lehrer, Schulrektor, Heimatforscher, Stadtarchivar, VHS-, Stadtbücherei- und Stadtmuseumsleiter
- Karl Rasche (* 23. August 1892; † 13. September 1951 bei Basel) – SS-Ehrenführer im Range eines SS-Obersturmbannführers sowie Vorstandsmitglied und Sprecher der Dresdner Bank
- Erich Lenné (* 7. April 1893; † 26. März 1987 in Wernigerode) war ein deutscher Goldschmied und Metallgestalter
- Willy Kölker (* 9. April 1893; † 10. Juli 1980 in Iserlohn) – Jagdflieger des Ersten Weltkriegs und nationalsozialistischer Politiker
- Theodor Ellbracht (* 16. April 1893; † 6. September 1958 in Iserlohn) – Pädagoge und Schriftsteller
- Walter Risse (* 2. Dezember 1893; † 16. Juni 1969 in Hamburg) – Fußballspieler und -trainer
- Aloys Rüberg (* 2. März 1894; † 30. Januar 1971 in Iserlohn) – Syndikus von Handwerkerverbänden, Beamter und Politiker der Zentrumspartei
- Walther Heide (* 23. April 1894; † seit 1945 verschollen) – Zeitungswissenschaftler und Staatsbeamter
- Hein Diehl (* 23. Februar 1896; † 18. Juni 1964 in Iserlohn) – Politiker (NSDAP)
- Werner Lürmann (* 18. August 1897; † 30. November 1958 in Iserlohn) – Dichter
- Walter Ewig (* 19. Dezember 1897 in Dröschede; † 1. August 1984 in Iserlohn) – Heimatforscher im Kreis Iserlohn
- Fritz Rustemeyer (* 14. Oktober 1898 in Obergrüne; † 3. November 1965 in Iserlohn) – DGB-Gewerkschafter, zehn Jahre Bürgermeister bzw. Oberbürgermeister der Stadt Iserlohn
- Werner Neuse (* 24. August 1899; † 15. Dezember 1986 in New Brunswick, New Jersey) – Germanist, Hochschullehrer
- Willi Niggeling (* 3. Februar 1900 in Iserlohn; † 9. April 1973 in Frankfurt am Main) – Komponist und Musiklehrer

### 1901 bis 1950
- Wilhelm Grenzmann (* 24. Juli 1902; † 30. August 1967 in Siegburg) – Germanist und Literaturwissenschaftler
- August Schläfer (* 4. August 1902; † 8. März 1967 in Karl-Marx-Stadt) – Gründungsrektor der Hochschule für Maschinenbau Karl-Marx-Stadt, Professor
- Curt Rechel (* 1. Dezember 1902; † 10. August 1973 in Farchant/Oberbayern) – Marineoffizier und Ritterkreuzträger im Zweiten Weltkrieg
- Oskar Hoffmann (* 27. Mai 1904; † 24. August 1984 in Berlin) – Funktionär der Kommunistischen Partei Deutschlands (KPD)
- Wilhelm Wessel (* 29. Mai 1904; † 3. Juni 1971 in Iserlohn) – Maler
- Alfons Lütkoff (* 17. Oktober 1905; † 16. Januar 1987 in Kotzenbüll) – Maler
- Wilhelm Muhrmann (* 23. November 1906; † 27. März 1986 in Iserlohn) – Schriftsteller
- Adolphus Fürstenberg (* 19. November 1908; † 12. November 1988 in Köln), römisch-katholischer Priester, Missionar und Bischof
- Karl Tüttelmann (* 2. Juli 1911; † 1988 auf Föhr) – Maler und Bildhauer
- Otto Lüderitz (* 2. März 1920; † 30. November 2015) – Immunologe
- Rudolf Amthauer (* 19. Dezember 1920; † 30. September 1989 in Frankfurt am Main) – Psychologe
- Lieselotte Holzmeister (* 8. Februar 1921; † 29. Juni 1994 in Salzburg) – Verlegerin und Politikerin (CDU), MdB
- Hans K. Wehren (* 18. Februar 1921; † 17. April 1988 in Iserlohn) – Schriftsteller
- Heinz Neuhaus (* 14. April 1926; † 6. April 1998 in Dortmund) – Boxer
- Ernst Dossmann (* 28. April 1926; † 10. März 2022) – Architekt, Heimatforscher, Schriftsteller und Maler
- Jochen F. Kirchhoff (* 21. April 1927; † 18. Dezember 2019) – Unternehmer
- Gerd Roellecke (* 13. Juli 1927; † 30. Oktober 2011 in Karlsruhe) – Rechtswissenschaftler und Rechtsphilosoph
- Helmut Lindner (* 4. Oktober 1927; † 17. November 2002) – Politiker (CDU), Oberbürgermeister und Mitglied des Landtags von Nordrhein-Westfalen
- Reinhard Paul Becker (* 11. August 1928; † 15. Juni 2006 in Rye, New York) – Schriftsteller, Übersetzer, Germanist und Hochschullehrer Reinhard Paul Becker

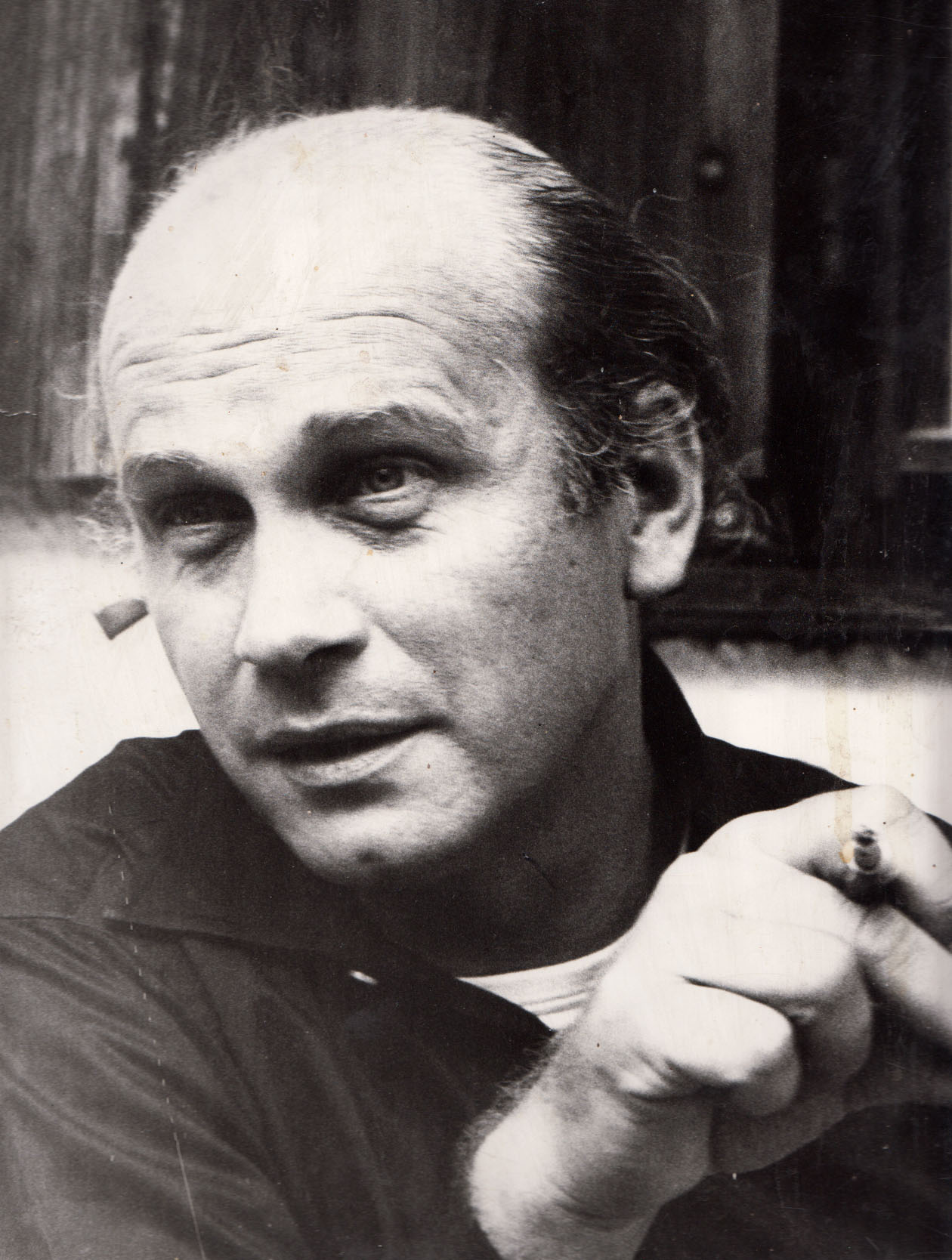
Reinhard Paul Becker

- Aloys Kontarsky (* 14. Mai 1931; † 22. August 2017) – Pianist
- Lorose Keller (* 28. Juli 1932; 3. November 2016 in Köln) – Schauspielerin, Sängerin, Schriftstellerin, Malerin
- Alfons Kontarsky (* 9. Oktober 1932; † 5. Mai 2010) – Pianist
- Werner Filmer (* 16. Mai 1934) – Schriftsteller
- Karlheinz Klüter (* 1935;  † 28. Februar 2013) – Grafiker, Fotograf, Musikproduzent
- Bernhard Kontarsky (* 26. April 1937) – Dirigent und Pianist
- Rainer Weingärtner (* 6. Dezember 1937; † 8. November 2023) – Objektemacher und Grafiker
- Horst-Werner Maier-Hunke (* 7. Mai 1938) – Geschäftsführer des Büroartikelhersteller Durable, Ehrenpräsident von Unternehmer NRW
- Gerd Ferdinand Kirchhoff (* 15. Februar 1939) – Jurist und Viktimologe
- Horst Siebert (* 8. Juli 1939; † 22. Oktober 2022) – Erziehungswissenschaftler und Hochschullehrer
- Frank Elbe (* 9. Mai 1941; † 15. Juni 2022 in Bonn) – Diplomat
- Jochen Busse (* 28. Januar 1941) – Schauspieler und Kabarettist
- Ekke Lindermann (* 5. November 1942; † 7. Juli 2011) – Eishockeytorwart
- Klaus Middendorf (* 28. Juni 1944; † 17. Februar 2017) – Literaturagent und Schriftsteller
- Helmut Neuhaus (* 29. August 1944) – Frühneuzeit-Historiker
- Utz-Hellmuth Felcht (* 8. Januar 1947; † 18. Mai 2023), Manager und Chemiker
- Herbert Prinz (* 2. April 1947) – Eishockeytorwart
- Ruth H. Witteler-Koch (* 24. Mai 1947; † 20. April 2019) – Journalistin und Politikerin
- Christel Lechner (* 10. November 1947) – Bildhauerin
- Friedrich-Wilhelm Kriesel (* 15. Februar 1948) – Brigadegeneral
- Gerd Karl (* 16. Oktober 1948; † 22. Februar 2024) – Eishockeyspieler
- Harm Klueting (* 23. März 1949) – römisch-katholischer Geistlicher, Historiker, Theologe und Hochschullehrer
- Ulrike Andresen (* 24. April 1949; † 23. August 2006 in Heide) – Malerin und Grafikerin
- Rainer Mausfeld (* 22. Dezember 1949) – Psychologe und Hochschullehrer
- Dieter K. E. Walter (* 1950) – Schriftsteller
- Peter Schöttler (* 15. Januar 1950) – Historiker
- Rüdiger Lannert (* 16. März 1950) – Eishockeyspieler
- Volker Fischer (* 15. August 1950) – Fechter
- Carla Becker (* 12. November 1950) – Schauspielerin und Synchronsprecherin

### Ab 1951
- Michael Fehr (* 29. Juni 1952) – Tierarzt und ehemaliger Hochschullehrer
- Reiner Hänsch (* 26. Dezember 1952) – Musikproduzent, Komponist, Texter und Buchautor
- Matthias Bleyl (* 23. Juli 1953) – Kunsthistoriker und Hochschullehrer
- Ulrich Walter (* 9. Februar 1954) – AstronautUlrich Walter

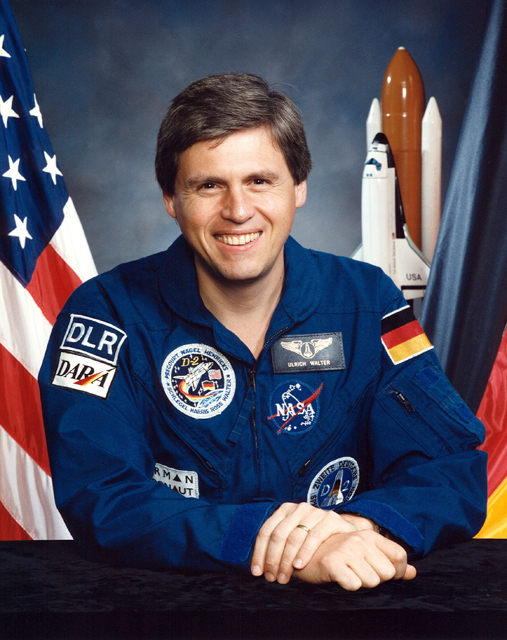
Ulrich Walter

- Martin Dossmann (* 17. Juni 1954) – Architekt und Jurist im Bauwesen
- Peter Ramers (* 2. Juli 1954) – römisch-katholischer Theologe und Religionswissenschaftler
- Klaus Twelker (* 11. Juni 1956) – Eishockeytorwart
- Thomas Schmidt (* 25. Mai 1957; † 31. Oktober 2019 in Stuttgart) – Radiomoderator
- Uwe Siegosch (* 22. Oktober 1957) – Eishockeyspieler
- Gordon Brown (* 7. April 1958; † 24. Oktober 2020 in Iserlohn) – Bildhauer
- Michael Bösch (* 13. Juni 1958) – Philosoph
- Detlef Franke (* 27. September 1958) – Eishockeyspieler
- Hans-Jürgen Kock (* 17. Oktober 1958) – Mediziner und Hochschullehrer
- Michael Bierhoff (* 21. Dezember 1958) – Diplomat
- Gisela Muschiol (* 1959) – Kirchenhistorikerin
- Christian Juckenack (* 24. Januar 1959) – Politiker, Staatssekretär in Thüringen
- Martin Ebel (* 22. April 1959; † 8. April 2025) – Eishockeyspieler
- Ernst König (* 30. Juni 1959) – Eishockeyspieler
- Roland Wanek (* 29. Juli 1959) – Bergrennfahrer, Europa-Bergmeister 2010
- Thomas Kirchhoff (* 1960) – Gitarrist und Hochschullehrer
- Klaus Foitzik (* 1961) – Kinderliedermacher
- Manuel Vermeer (* 6. April 1961) – Sinologe und Unternehmensberater
- Christian Peters (* 19. September 1961) – Kirchenhistoriker
- Klaus Kraemer (* 25. März 1962) – Soziologe und Hochschullehrer
- Sky Nonhoff (* 2. Juni 1962) – Journalist, Schriftsteller und Übersetzer
- Karsten Oelze (* 7. Juli 1962; † 14. Januar 2016 in Pottenstein) – Sportkletterer und Kletterführerautor
- Timothy Paul Evans (* 21. September 1962) – britischer Generalleutnant und Kommandeur des Allied Command Europe Rapid Reaction Corps
- Christian Sauer (* 1963) – Journalist, Coach und Autor
- Stefan Neurath (* 2. März 1963) – Eishockeyspieler
- Dirk Edelhoff (* 17. Oktober 1963) – Jazz- und Rock-Gitarrist
- Claudia Wohlfromm (* 26. April 1964) – Musikmanagerin, Autorin, Musikerin und Texterin
- Susanne Henckel (* 31. Dezember 1964) – politische Beamtin
- Carmen Caputo (* 9. Mai 1965) – deutsch-italienische Schriftstellerin
- Matthias Mellinghaus (* 10. Mai 1965) – Ruder-Sportler, Filmregisseur und Regieassistent, Olympiasieger 1988
- Bernd Schutzeigel (* 6. Juli 1965) – Eishockeyspieler
- Manfred Fiebig (* 13. November 1965) – Physiker
- Sandy Wagner (* 28. November 1965) – Fernsehmoderator, Schlagersänger und Komponist
- Michael Joswig (* 16. Dezember 1965) – Mathematiker
- Peter Romberg (* 10. Februar 1966) – Eishockeyspieler
- Bodo Mischer (* 28. November 1966) – Eishockeyspieler
- Tanja Penter (* 1967) – Historikerin und Professorin an der Ruprecht-Karls-Universität Heidelberg
- Brian Glynn (* 23. November 1967) – kanadischer Eishockeyspieler
- Erik Weispfennig (* 13. August 1969) – Radsportler
- Marsha Wattanapanich (* 24. August 1970) – thailändische Sängerin und Schauspielerin
- Carsten Lang (* 1. Januar 1971) – Eishockey- und Inline-Skaterhockeyspieler und Inline-Skaterhockey-Bundestrainer
- Mark Jablonski (* 11. September 1971) – Eishockeyspieler
- Michael Kraske (* 1972) – Journalist und Buchautor
- Ioannis Milionis (* 1972) – Cartoonist und Comiczeichner
- Jens Esche (* 21. Februar 1973) – Eishockeyspieler
- Marc Seliger (* 1. Mai 1974) – Eishockeytorwart, Nationalspieler
- Eric Daniels (* 24. April 1975) – Eishockeyspieler und -schiedsrichter
- Edward Fröhling (* 7. Oktober 1975) – römisch-katholischer Theologe
- Markus Giesler (* 20. Juli 1976) – Konsumforscher
- Marc Dillmann (* 23. Juni 1978) – Eishockeytorwart
- Patrick Heinz (* 14. Dezember 1978) – Eishockeyspieler
- Christian Bunnenberg (* 1979) – Historiker
- Sascha Vogt (* 13. Juli 1980) – Politiker
- Verena Walter (* 11. Mai 1981) – Triathletin und Deutsche Meisterin im 50-km-Lauf
- Alexander Baum (* 19. Juni 1981) – Eishockeyspieler
- Sebastian Jones (* 22. August 1982) – Eishockeyspieler
- Caput (i. e. Soner Duman) (* 19. April 1983) – Rapper
- Thore Schölermann (* 26. September 1984) – Schauspieler
- Bastian Hartmann (* 4. Dezember 1984) – Politiker (SPD)
- Julian Mengler (* 16. Juli 1986) – Radio-, Fernseh- und Eventmoderator
- Christian Schweitzer (* 22. Juli 1987) – Verwaltungsbeamter, Bürgermeister der Stadt Hemer
- Stefan Windscheif (* 10. September 1987) – Beachvolleyballspieler
- Luise Oevermann (* 1988) – Schauspielerin, Moderatorin und Synchronsprecherin
- Nils Klems (* 29. September 1988), Futsalspieler
- André Mangold (* 25. Juli 1989) – Eishockeyspieler
- Franziska Klemenz (* 1992) – Journalistin
- Anna Hoja (* 25. März 1992) – Volleyball- und Beachvolleyballspielerin
- Dieter Orendorz (* 1. August 1992) – Eishockeyspieler
- Rebecca Orendorz (* 28. April 1993) – Eishockeyspielerin
- Kevin Reich (* 26. Oktober 1995) – Eishockeytorwart
- Kempes Tekiela (* 15. Oktober 1997) – deutsch-polnischer Fußballspieler
- David Kopacz (* 29. Mai 1999) – polnisch-deutscher Fußballspieler
- David Beckmann (* 27. April 2000) – Automobilrennfahrer
- Jonas Neffin (* 5. Juli 2000) – Eishockeyspieler
- Tim Fleischer (* 29. September 2000) – Eishockeyspieler
- Sarah-Lee Heinrich (* 22. März 2001) – Politikerin
- Arif Aksoy (* 26. Dezember 2001) – Rapper
- Nils Elten (* 12. Juni 2003) – Eishockeyspieler
- Finn Becker (* 23. September 2003) – Eishockeytorwart

## Persönlichkeiten, die in der Stadt wirken oder gewirkt haben
- Meister von Iserlohn war ein in der Mitte des 15. Jahrhunderts vermutlich im südlichen Westfalen tätiger Maler.
- Peter Eberhard Müllensiefen (* 7. März 1766 in Ründeroth (heute Engelskirchen); † 10. April 1847 in Crengeldanz (heute Witten)) war Unternehmer, Wirtschaftsexperte und Landrat des Kreises Iserlohn.
- Friedrich von Scheibler (* 1. März 1777 in Monschau; † 3. April 1824 in Iserlohn) war Tuchfabrikant und Maire von Iserlohn.
- Johann Georg Florschütz (* 7. Mai 1779 in Coburg; † 26. Juni 1849); Superintendent von 1817 bis 1849 in Iserlohn
- Ferdinand Möllmann (* 2. Januar 1791 in Lüttringhausen; † 20. November 1854 in Iserlohn) war ein deutscher Großhändler und frühindustrieller Unternehmer.
- Moritz Thieme (* 8. Mai 1799 in Löbau; † 20. Juli 1849 in Iserlohn) war ein deutscher Buchhändler, Erzähler und Autor von Kinder- und Jugendbüchern.
- Karl Schuchart (* 8. Dezember 1806 in Heiligenstadt; † 10. Oktober 1869 in Iserlohn) war 1848 Mitglied des Vorparlaments und spielte 1849 eine zentrale Rolle während des Iserlohner Aufstandes
- Albert Florschütz (* 30. Juli 1819; † 1903) war langjähriger Pfarrer an der evangelischen obersten Stadtgemeinde, Autor und Abgeordneter.
- Carl Overweg (* 28. November 1805 in Unna; † 27. Mai 1876 in Letmathe, heute Stadt Iserlohn) war ein deutscher Politiker und Industrieller.
- Ludwig Josephson (* 28. Januar 1809 in Unna; † 22. Januar 1877 in Barth/Pommern) war evangelisch-lutherischer Pfarrer, Herausgeber und Schriftsteller sowie Chronist der Stadt Iserlohn.
- Julius Theodor Baedeker (* 18. Dezember 1814 in Witten; † 26. März 1880 in Iserlohn) war ein deutscher Buchhändler und Verleger.
- Emil Münsterberg (* 13. Juli 1855 in Danzig; † 25. Januar 1911 in Berlin) war 1889–92 Bürgermeister von Iserlohn und ein bedeutender Armutswissenschaftler.
- Alwin Dossmann (* 1. April 1894 in Wiesenburg; † 18. Mai 1978 in Iserlohn) war ein deutscher Architekt, Schriftsteller und Maler.
- Walter Bosse (* 13. November 1904 in Wien; † 13. Dezember 1979 in Iserlohn) war ein deutscher Keramikkünstler und Designer.
- Irmgart Wessel-Zumloh (* 3. August 1907 in Förde-Grevenbrück; † 30. Mai 1980 in Iserlohn) war Malerin und Grafikerin.
- Wilhelm Iwanski (* 25. August 1911 in Wanne-Eickel; † 1. Februar 1985 in Letmathe) war ein deutscher Schriftsteller.
- Herbert Lorenz (* 1916 in Chemnitz; † 2. März 2013 in Gleisweiler) war freischaffender Maler, Grafiker und Bildhauer, der auch freiberuflich als Möbeldesigner, Restaurator und Kirchengestalter wirkte.
- Gernot Böttrich (* 1929 in Dresden; † 2017 in Iserlohn), war Unternehmer aus der Getränkeindustrie und Fußballpräsident bei Hansa Rostock.
- Harry Boldt (* 23. Februar 1930 in Insterburg) ist ein ehemaliger Dressurreiter und Bundestrainer im Dressurreiten.
- Wilhelm Bleicher (* 5. März 1940 in Hohenlimburg; † 18. Januar 2016 in Iserlohn) war Gymnasiallehrer, Historiker und westfälischer Landeskundler.
- Dietrich Walther (* 6. Februar 1942 in Stettin; † 12. November 2016) war Unternehmer und Gründer der privaten Fachhochschule BiTS.
- Arnd Stein (* 1946) ist Psychologe, Psychotherapeut und Autor.
- Petra Pinzler (* 1965) ist eine Journalistin und Autorin. Sie wuchs im Ortsteil Sümmern auf.
- Frank Neppe (* 1966 in Hemer)  ist ein ehemaliger Politiker (parteilos). Von 2014 bis 2020 Mitglied im Rat der Stadt Iserlohn und Abgeordneter im Kreistag Märkischer Kreis. Von 2017 bis 2022 war er Mitglied des Landtages Nordrhein-Westfalen.
- Robert Hock (* 1973) ist ein ehemaliger Eishockeyspieler, der von 2006 bis 2013 bei den Iserlohn Roosters spielte.
- Mike York (* 1978) ist ein US-amerikanischer Eishockeyspieler, der in der Saison 2004/05 und von 2011 bis 2016 bei den Iserlohn Roosters spielte.
- Michael Wolf (* 1981) ist ein Eishockeyspieler, der von 2005 bis 2014 bei den Iserlohn Roosters spielte und mit 230 Toren deren Rekordtorjäger in der  DEL ist.
- Paul Ziemiak (* 1985 in Stettin) ist ein CDU-Politiker (2014–18 Bundesvorsitzender der Jungen Union, 2018–22 Generalsekretär der CDU)

## (Ober-)Bürgermeister von Iserlohn
| Zeitraum                               | Name                                                                  |
| -------------------------------------- | --------------------------------------------------------------------- |
| um 1313                                | Gerhard Löbbecke                                                      |
| 1611 bis 1620                          | Hermann Löbbecke                                                      |
| 1660 bis 1681 (phasenweise, 11-mal)    | Caspar Löbbecke                                                       |
| ca. Anfang des 18. Jahrhunderts        | Bürgermeister Heinrich Schmiemann                                     |
| 1737 bis ?                             | Oberbürgermeister Johann Caspar Lecke                                 |
| um 1845                                | Bürgermeister Friedrich Franz                                         |
| …                                      | …                                                                     |
| 1877 bis 1888                          | Bürgermeister Karl Bonstedt                                           |
| 1889 bis 1892                          | Bürgermeister Emil Münsterberg                                        |
| …                                      | …                                                                     |
| 1905 bis 1919                          | 1. Bürgermeister Erwin Hölzerkopf (NLP)                               |
| 1919 bis 1933                          | Oberbürgermeister Richard Gertenbach                                  |
| 27. April 1933 bis Ende 1933           | Walter Riedel (NSDAP) kommissarisch                                   |
| 1934 bis 1938                          | Oberbürgermeister Hans Damrau (NSDAP)                                 |
| 1936 bis 1939                          | Karl von Rumohr (zeitweise Vertreter)                                 |
| 1938 bis 1944                          | Oberbürgermeister Karl August Wietfeldt (NSDAP)                       |
| 1944 bis 1945                          | Oberbürgermeister Otto Braunheim                                      |
| 7. Mai 1945 bis 18. Oktober 1946       | Oberbürgermeister Georg Schenkel (FDP)                                |
| 18. Oktober 1946 bis 29. Oktober 1948  | Oberbürgermeister Werner Jacobi (SPD)                                 |
| 29. Oktober 1948 bis 15. November 1956 | Oberbürgermeister Karl Schaefer (CDU)                                 |
| 15. November 1956 bis 10. April 1961   | Oberbürgermeister Fritz Rustemeyer (SPD)                              |
| 10. April 1961 bis 25. März 1963       | Oberbürgermeister Ewald Krümmer (FDP)                                 |
| 15. März 1963 bis 8. Oktober 1964      | Oberbürgermeister Alfred Potthoff (CDU)                               |
| 8. Oktober 1964 bis 31. Dezember 1974  | Oberbürgermeister Günther Einert (SPD)                                |
| 1. Januar 1975 bis 15. Mai 1975        | Annemarie Tzschachmann (kommissarisch nach der kommunalen Neuordnung) |
| 15. Mai 1975 bis 16. Oktober 1984      | Oberbürgermeister Helmut Lindner (CDU), ab 1979 Bürgermeister         |
| 16. Oktober 1984 bis 1. Oktober 1999   | Bürgermeister Fritz Fischer (SPD)                                     |
| 1. Oktober 1999 bis 30. August 2009    | Bürgermeister Klaus Müller (CDU)                                      |
| 30. August 2009 bis 30. September 2019 | Bürgermeister Peter Paul Ahrens (SPD)                                 |
| Seit 1. November 2020                  | Bürgermeister Michael Joithe (Die Iserlohner)                         |